# Novoaidar
Novoaidar (en ucraniano: Новоайдар; en ruso: Новоайдар) es una ciudad ucraniana perteneciente al óblast de Lugansk. Situada en el este del país, servía como centro administrativo del raión de Novoaidar hasta 2020, aunque ahora es parte del raión de Shchastia y centro del municipio (hromada) de Novoaidar.
La ciudad se encuentra ocupada por Rusia desde el 3 de marzo de 2022, siendo administrada como parte de la de facto República Popular de Lugansk.

## Geografía
El asentamiento está en la cuenca del Donets a orillas del río Aidar, un afluente izquierdo del río Donets. Novoaidar está 38 km al sur de Starobilsk y 58 km al norte de Lugansk.

## Historia

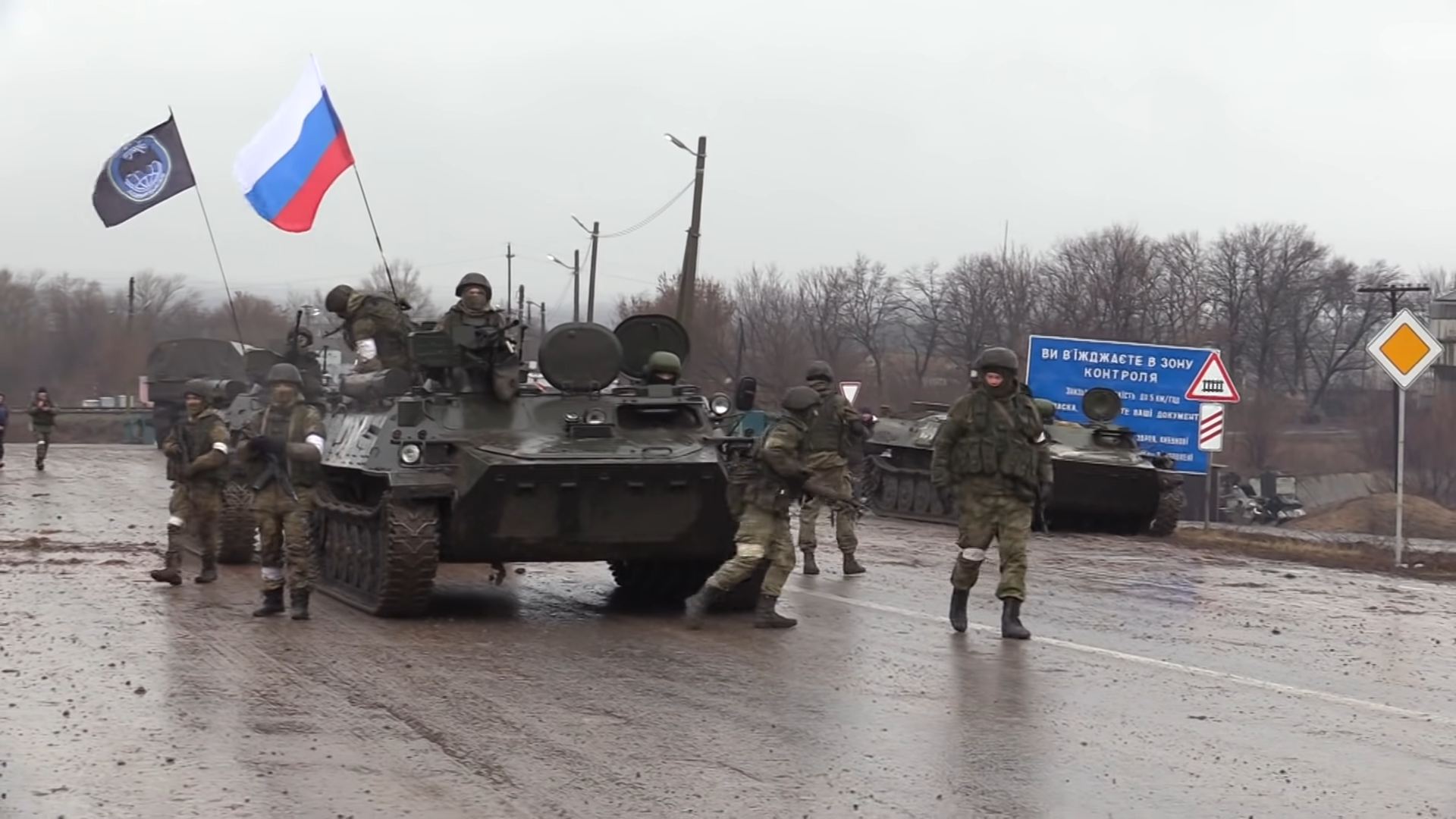
Tropas rusas en Novoaidar.

Novoaidar fue fundado en 1685, construida por colonos cosacos del Don, que se autodenominaron "Novodontsy". Durante el ataque a la ciudad de Shulginka en 1707, donde el príncipe Yuri Dolgorukov se detuvo y fue asesinado, también participó la gente del Don de Novy Aidar: los coroneles bajo Kondrati Bulavin eran los cosacos de Ivan Loskut y Grigory Bannikov. Para una participación tan activa en ayudar a Bulavin, la ciudad fue tomada de los cosacos del Don y toda el área fue transferida a los slobozhianos, quienes cambiaron el nombre de Novi Aidar a un asentamiento. En 1778 o 1779 la slobodá de Novoaydarskaya se convirtió en una ciudad de distrito de la gobernación de Azov y recibió el nombre moderno de Novoaidar. 
Después de la creación de las líneas fortificadas de Ucrania y luego del Dniéper, se perdió la importancia militar de Novoaidar. En el futuro, el asentamiento de Novoaidar fue el centro del volost Novo-Aidar del raión de Starobisk de la gobernación de Járkov del Imperio ruso.
Durante la guerra civil rusa, se creó en el pueblo el Soviet de Diputados Obreros y Campesinos y se estableció el poder soviético. El 7 de marzo de 1923, el pueblo se convirtió en el centro del raión de Novoaidar. El 20 de diciembre de 1931 se inició aquí la publicación de un periódico regional.
Novoaidar estuvo ocupada por tropas de la Wehrmacht desde el 12 de julio de 1942 hasta el 21 de enero de 1943.
Desde 1957 el lugar tiene el estatus de asentamiento de tipo urbano. En 1962, debido a la ampliación de las zonas rurales, el raión de Novoaidar fue liquidado, pero en 1965 fue restaurado.
En 1991, en el referéndum de toda Ucrania, la mayoría de los residentes de Novoaidar (más del 86%) apoyó la declaración de independencia de Ucrania.
Novoaidar dio su nombre al batallón de voluntarios "Aidar" como parte de las fuerzas ucranianas que liberaron Donbas de los terroristas rusos en el verano de 2014. Durante la guerra del Dombás, el asentamiento permaneció bajo el control del gobierno ucraniano a diferencia de otros lugares en el óblast de Lugansk. Durante las elecciones presidenciales de Ucrania de 2014, los separatistas prorrusos intentaron robar las papeletas emitidas y supuestamente se les impidió robarlas. Según el Ministerio del Interior de Ucrania, una persona murió y otra resultó herida en el tiroteo.Hasta julio de 2020, Novoaidar sirvió como el centro del raión de Novoaidar. Como resultado de la reforma de 2020 de las divisiones administrativas de Ucrania, en julio de 2020 el número de raiones del óblast de Lugansk se redujo a seis y se incorporó al recién creado raión de Shchastia.
El 3 de marzo de 2022, como parte de la invasión rusa de Ucrania de 2022, la República Popular de Lugansk anunció que las fuerzas rusas capturaron a Novoaidar.

## Demografía
La evolución de la población de Novoaidar entre 1939 y 2021 fue la siguiente:
| 4591                                                          | 4969 | 6117 | 6995 | 8367 | 9072 | 8913 | 8639 | 8431 | 8097 | 7879 |
| (Fuente: Cities & Towns of Ukraine y UKRAINE: Größere Städte) |      |      |      |      |      |      |      |      |      |      |

Según el censo de 2001, la lengua materna de la mayoría de los habitantes, el 76,73%, es el ruso; del 23,1% es el ucraniano.

## Infraestructura

### Transporte
Novoaidar está en la autopista H21 que conecta Starobilsk y Lugansk, sin embargo, la sección entre Shchastia y Lugansk, al sur de Novoaidar, está controlada por la República Popular de Luhansk, y la libre circulación de Novoaidar a Lugansk es imposible. Hay una línea ferroviaria en Novoaidar, que actualmente está desconectada del resto de la red ferroviaria de Ucrania. Hacia el sur, se extiende hasta Kondrashivska Nova, en Stanitsia Luganska, y hacia el norte se extiende hasta Starobilsk, cruza la frontera con Rusia y continúa hasta Valuiki.